# Teenage Mutant Hero Turtles III: Radical Rescue
Teenage Mutant Hero Turtles III: Radical Rescue, ou Teenage Mutant Ninja Turtles III: Radical Rescue en Amérique du Nord, ou bien encore Teenage Mutant Ninja Turtles 3: Turtles Kiki Ippatsu au Japon, est un jeu vidéo de plates-formes développé et édité par Konami sur Game Boy en 1993. Le jeu s'inspire des séries d'animation télévisée Les Tortues ninja.

## Synopsis
La jeune et jolie journaliste April O'Neil a encore été kidnappée. Seulement Shredder et Krang ont aussi kidnappé les tortues quand elles étaient en train de dormir dans les égouts. Toutes sauf une, Michelangelo était parti chercher des pizzas. C'est donc lui seul qui se met à la recherche de ses frères et de son amie.